# Plouharnel
Plouharnel [pluaʁnɛl] je francouzská obec v departementu Morbihan v regionu Bretaň.

## Vývoj počtu obyvatel
Počet obyvatel

## Pamětihodnosti
- prehistorické stavby jako dolmeny, menhiry, kromlech a megalitické řady
- kaple Notre-Dame des Fleurs ze 16. století
- kaple Sainte-Barbe ze 16. století
- opatství Saint-Michel de Kergonan
- opatství Sainte-Anne de Kergonan